# Sykow-Gletscher
Der Sykow-Gletscher (russisch Ледник Зыкова Lednik Sykowa) ist ein 40 km langer Talgletscher an der Pennell-Küste des ostantarktischen Viktorialands. Er fließt aus den Anare Mountains in nordwestlicher Richtung zur Somow-See, die er zwischen Kap Williams am Ende der Buell-Halbinsel und den Cooper Bluffs erreicht.
Teilnehmer einer sowjetischen Antarktisexpedition fotografierten ihn 1958 und benannten ihn nach dem Navigator Jewgeni Sykow, der bei dieser Forschungsreise am 3. Februar 1957 gestorben war.